# Височки Одоровци
Вижте пояснителната страница за други значения на Одоровци.
Височки Одоровци, Височко Одоровци или Одоровци (на сръбски: Височки Одоровци или Visočki Odorovci) е село в Западните покрайнини, община Цариброд, Пиротски окръг, Сърбия. По-често селото се нарича Одоровци, но за да се различава от намиращото се в южния край на Царибродската община село Трънски Одоровци, носи името и на намиращата се на север от селото котловина Висок.

## География
Село Височки Одоровци се намира в района, известен като Забърдие (Забърге), на 16 километра северно от Димитровград (Цариброд). Разположено е в карстовото Одоровско-Смиловско поле, в близост до село Гуленовци. Землището на селото е най-обширното в Забърдието.
Махалите на селото са: Бузина дупка, Горня мала, Долня мала, Падина, Рид, Каладжина мала, Лалина мала, Мисина мала и Кескимова мала.

## История
Селото се споменава в османо-турски документи от началото на 17 век под името Ходоровче. По това време то влиза в състава на казата Шехиркьой (Пирот). В регистър на войнушките бащини от 1606 година са посочени 14 бащини на войнуци от селото и 10 празни.
По време на кратката сръбска окупация през 1878 година спада към Височкия срез на Пиротски окръг. Границата прокарана по Берлинския договор преминава на запад от селото. Част от имотите на местните жители остават в Сърбия. В Княжество България селото е част от Царибродска околия, Трънски окръг и е включено към община Протопопинци или Смиловци. През 1881 година Одоровци, което е част от община Протопопинци, има 592 жители. През Сръбско-българската война (1885) край селото се провежда Одоровския бой – между Смиловския отряд и конна сръбска бригада.
Сградата на училището в селото е построена в 1900 година от майстори от Крупъц.
От ноември 1920 година до април 1941 година и от 1944 година Одоровци е в състава на Сърбия (Кралство на сърби, хървати и словенци, Югославия). През 1941 година селото има 126 къщи и 170 венчила. Енорийски свещеник е Спас Григоров от Годеч.
Селото е електрифицирано през 1970 година.

## Население
- 1900 г. – 632 д.
- 1905 г. – 696 д.
- 1921 г. – 780 д.
- 1948 г. – 882 д.
- 1953 г. – 846 д.
- 1961 г. – 665 д.
- 1971 г. – 435 д.
- 1981 г. – 297 д.
- 1991 г. – 222 д.
- 2002 г. – 135 д.
- 2011 г. – 68 д.

### Етнически състав
Населението на Височки Одоровци е предимно българско. Според данните от преброяването от 2002 година, етническият му състав е следният:
- 50,37% (68 души) българи
- 25,92% (35 души) сърби
- 21,49% (29 души) неизяснено и неопределено
- 2,22% (3 души) непоказано

## Културни и природни забележителности
- На юг от селото се намират Одоровските пещери, които често са посочвани и като пещери в землището на съседното село Петърлаш. По-забележителните от тях са Джеманска пропаст, Кристална и най-голямата – Попова.
- Църква „Свети Йован Кръстител“ (Орляк).

## Други
Селският празник е Тодорова събота (Тудоровден).
На Одоровци е наречена улица в квартал „Красна поляна 1“ в София (Карта).